# Parafia św. Mikołaja Biskupa i Dobrego Pasterza w Ślesinie
Parafia Świętego Mikołaja Biskupa i Dobrego Pasterza w Ślesinie – rzymskokatolicka parafia z siedzibą w Ślesinie. Administracyjnie należy do diecezji włocławskiej (dekanat ślesiński).
Odpust parafialny odbywa się we święto Świętego Mikołaja – 6 grudnia i IV niedzielę wielkanocną.

## Księża w parafii
Proboszcz
- ks. prałat Leszek Rybka

Wikariusze
- ks. Piotr Dąbrowski
- ks. Mateusz Kamiński